# Pedro de Godoy (gobernador)
Pedro Muñiz de Godoy y Fernández de Córdoba
Nació en la ciudad española de Córdoba a finales del siglo XV. Falleció alrededor de 1550.
Segundo hijo del matrimonio formado por Rodrigo de Godoy y Gómez de Córdova alcaide del castillo de Santaella (Córdoba) -quien había tenido una importante participación el la Guerra de Granada- y de Beatriz Fernández de Córdoba. 
Ingresó pronto en el ejército, siguiendo la tradición familiar, siendo destinado a tierras del norte de África para la defensa de las plazas y presidios españoles, alcanzando el empleo de capitán, y siendo entre 1528 y 1534 gobernador interino de los de Orán y Mazarquivir, en la costa oriental de la actual Argelia.
Era caballero de la Orden de Santiago, comendador de Estepa (Sevilla) por designación del rey Carlos I por Real cédula de 24 de octubre de 1539. Contrajo matrimonio con Juana Mesía Tafur, quienes no tuvieron hijos, de modo que poco antes de fallecer, el 19 de octubre de 1550 otorgó testamento a favor de sus hermanos.